# Mike Davis (baloncestista de 1988)
Michael Edward "Mike" Davis (Alexandria, Virginia, 21 de octubre de 1988) es un exbaloncestista estadounidense. Con 2,08 metros de estatura, juega en la posición de ala-pívot.

## Trayectoria deportiva

### Universidad
Jugó cuatro temporadas con los Fighting Illini de la Universidad de Illinois en Urbana-Champaign, en las que promedió 9,3 puntos, 6,6 rebotes y 1,2 asistencias por partido, En 2009 fue incluido en el segundo mejor quinteto de la Big Ten Conference por los entrenadores, y en el tercero por la prensa especializada.

### Profesional
Tras no ser elegido en el Draft de la NBA de 2011, el 3 de agosto fichó por el Ferro-ZNTU Zaporozhye de la Superliga de Ucrania, donde jugó una temporada, en la que promedió 11,2 puntos y 8,4 rebotes por partido.
En noviembre de 2012 es elegido en la quinta posición del Draft de la NBA D-League por los Reno Bighorns, quienes lo traspasaron posteriormente a los Sioux Falls Skyforce. Jugó una temporada en la que promedió 7,4 puntos y 6,2 rebotes por partido. Ese verano firmó con los Maratonistas de Coamo  de la liga de Puerto Rico, jugando siete partidos en los que promedió 12,1 puntos y 7,8 rebotes.
El 30 de agosto de 2013 fichó por el BC Kiev ucraniano, donde promedió 15,1 puntos y 6,6 rebotes en la liga local y 10,7 puntos y 8,7 rebotes en el Eurochallenge, hasta que en febrero de 2014 es despedido del equipo. Tres meses después fichó por los Metros de Santiago de la liga dominicana.
En julio de 2014 fichó por el Adanaspor Basketbol turco, donde jugó 36 partidos, promediando 20,7 puntos y 9,2 rebotes. La temporada siguiente fichó por el Best Balıkesir B.K., donde jugó una temporada en la que promedió 14,3 puntos y 9,7 rebotes por partido.
El 30 de noviembre de 2016 fue adquirido por los Westchester Knicks de la NBA D-League.